# عائشة هارت
عائشة هارت, (بالإنجليزية: Aiysha Hart)‏, هيّ ممثلة إنجليزية من أصل سعودي، بدأت مسيرتها الفنية عام 2010.
عائشة هارت ممثلة وكاتبة سيناريو عرفت بأدوار البطولة في أفلام ومسلسلات عدة، كأدائها دور أريادني في سلسلة الدراما أطلانتس من إنتاج بي بي سي، أدت دور مونا في فيلم الرعب شرف(en) وعدة أفلام أخرى.

## سيرتها
ولدت عائشة في ليفربول من أب سعودي وأم بريطانية من ليفربول. عاشت فترة من طفولتها بين السعودية وباركشير،  درست الأدب الإنجليزي وتتحدث اللغة العربية بطلاقة.
مثلت عام 2013 في فيلم «About Time - في الوقت المناسب» وبالإضافة إلى مشاركتها في فيلم «الجن - Djinn» الذي يعد أول فيلم رعب إماراتي.

## أعمالها
| السنة   | العنوان         | العنوان الأصلي         | الدور   | ملاحظات |
| ------- | --------------- | ---------------------- | ------- | ------- |
| 2013    | الجن            | (Djinn (en             | سارة    | فيلم    |
| 2013-15 | أطلانتس         | (Atlantis (en          | أريادني | مسلسل   |
| 2014    | شرف             | Honour                 | مونا    | فيلم    |
| 2016    | دماء جديدة      | New Blood              | ليلى    | مسلسل   |
| 2016-17 | خط الواجب       | Line of Duty           | سامانثا | مسلسل   |
| 2018    | إكتشاف الساحرات | A Discovery of Witches | ميريام  | مسلسل   |
| 2018    | كوليت           | Colette                | بولير   | فيلم    |
| 2019    | هوة الأمل       | Hope Gap               | جيس     | فيلم    |

## وصلات خارجية
- عائشة هارت على موقع IMDb (الإنجليزية)
- عائشة هارت على موقع ألو سيني (الفرنسية)
- عائشة هارت على موقع أول موفي (الإنجليزية)
- عائشة هارت على موقع قاعدة بيانات الفيلم (الإنجليزية)
- عائشة هارت على موقع كينوبويسك (الروسية)